# 仙龙镇
仙龙镇，是中华人民共和国重庆市永川区下辖的一个乡镇级行政单位。

## 行政区划
仙龙镇下辖以下地区：
仙龙社区、巨龙村、石宝寺村、牛门口村、大磨子村、大牌坊村、大石坝村、张家村、双星村、金石村、太平桥村、粉店村和金宝山村。